# カナージ・アングリア
カナージ・アングリア (1669年8月–1729年7月4日)は18世紀インド・マラーター海軍の指揮官である。史料上ではConajee AngriaないしSarkhel Angré(Sarkhelは艦隊のAdmiralに相当する称号)とも表記されている。
18世紀、カナージはイギリス・オランダ・ポルトガルといった、インド沿岸地域への進出を目論む列強を相手に戦った。イギリスやポルトガルの軍勢は彼等の討伐を試みたが、カナージは没するまで無敗の将としてその名を轟かせた。

## 前半生
カナージは1669年、プネーから6マイル程離れたマヴァルの丘陵地にあるAngarwadi村で誕生した。姓にあたる「アングリア」はAngarwadi村の地名に由来するもので、一族の元々の姓はSankpalといい、カナージ以前の一族はこの姓で知られていた。
歴史学者のスレンドラ・N・センはカナージの出自について「不明瞭な部分が残るが、この地域の貴族階級ではなかった」と結論づけている。海外領土史資料館所蔵の史料に基づけば、カナージはヴェルソバにある島にて、ヒンドゥーの卑賤な奴隷階級として生まれたという。本人の宗族史においては、彼は「マラーターのクシャトリヤ」と記述されている。しかし近年の歴史学者は、マラーターのカースト自体が、マラーター王国に仕えていた幾つかのカースト——コーリーやマラーター・アグリスなど——の集合体であると考えている。レジナルド・エドワード・エンソーベンは、カナージの祖先を東アフリカ系と比定している。歴史学者V. G. Digheの1951年の研究では、Govind Sakharam Sardesaiの著作Selections from the Peshwa Daftarを引用し、カナージとその一族について「高貴なるマラーター」であり「デーシュムク・ジャーダヴ・ジャグタプ・シトールより低い階級の者との通婚を拒むであろう」と評している。しかしながら、S.R.Sharmaら一部のインド人歴史学者はポルトガルの研究を支持しており、カナージは「マラーターのコーリーの船長」であると信じている。
2007年、歴史学者のDr.Arunchandra Pathakは更に時期の遡るコラバ地域関係史料を出版し、これについて「当該地域の勢力関係について信憑性の高い有用な史料であり、統治者・学者・将軍達に係る非常に価値あるものだ」と評価している。また、20世紀後半のK.K.Choudhariもこの史料を高く評価していたと述べる。これらの記録に基づけば、ボンベイ政庁の官僚であったGroseは現地事情に精通し情報量の多い文章を残しており、ヒンドゥー勢力との関係に注力していて、ヒンドゥーのカースト集団を通じカナージの父祖についての情報を得ていた。編者によれば「ありそうもない話である為、その真偽について激論が交わされている」という。Groseの記述では、カナージの祖父はTukaji Sankhpalという名で、ホルムズ湾部生まれのアフリカ系ムスリムである。1643年にチャウルの近海で乗船が難破し、付近でムガル勢力と交戦中であったシャハージー・ボーンスレーによって救助された。後日シャハージーの従者の娘と結婚し息子Parabをもうけたが、これがカナージの父であるという。これは異邦人の戦士がヒンドゥーの女性との通婚によりヒンドゥー社会の一員になったというひとつの好例である。2009年、南アジア史・インド洋史を専門とするオランダの歴史学者Rene Barendseは、カナージの出自について以下の様に記述し、大いに議論の余地が残ると結論づけた。
カナージはコーリーの船乗り達と共に育ち、彼等から航海術を習得した。
カナージの母はAmbabaiという女性で、父は名をTukojiといいシヴァージー支配下のスヴァルナドゥルグ砦で200の部下を率いていた。カナージの前半生については、この父に付き従って洋上で戦果を挙げたということ以外は詳らかでない。彼は幼少期の殆どを、後年自らが統治者となるスヴァルナドゥルグ砦で過ごした。

## 軍歴
カナージは1698年、SarkhelないしDarya-Saranga (Admiral相当)に任じられた。これにより得た権限で彼は、往時のマハーラーシュトラの領域のうち、ジャンジーラーを拠点にムガル帝国の支援を受けていたムスリム系シディ族の支配領域を除く、ムンバイからベンガーラにかけてのインド西部沿岸地域を掌握した。
軍人としてのカナージはまずイギリス東インド会社の商船を襲うことで、徐々に植民地支配下地域の人々から支持を得るようになった。1702年、彼はカリカットを出港したイギリスの商船を拿捕し、捕らえたイギリス人乗船員6名と共にこれを母港へ回収した。1707年には帆走フリゲート船Bombay号を襲撃し、爆沈に追い込んだ。イギリス側勢力は、大型ヨーロッパ船を除くあらゆる商船を捕らえ得る将だとしてカナージを恐れた。1707年、シャーフーはマラーター王国の王位を得た際、Balaji Viswanath BhatをSenakarta (Commander相当)に任じたいと考え、カナージと交渉の末に合意をとりつけた。この一件からは、マラーター王にも異議を唱え得る陰の権力者ターラー・バーイーが、カナージと背後で繋がっていたことを窺い知れる。合意の条件として、カナージはマラーター海軍の最高指揮官となった。

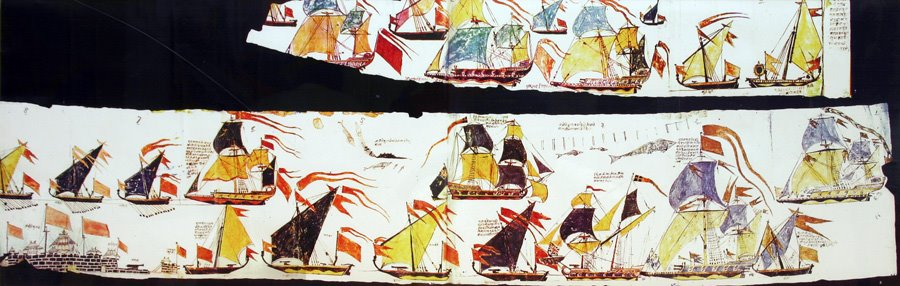
マラーター海軍有する様々な船種を描いた彩色巻物。主戦力であるグラブ船やガリヴァト船だけでなく、鹵獲されたイギリス船もみえる。

マラーター王国が弱体化するにつれカナージの立場はより独立性を強めていき、1713年には彼を抑えるべくペーシュワーのバヒロジー・ピンガレー率いる部隊が送り込まれたが、カナージはこれと戦って勝利し、ピンガレーを捕縛した。カナージはシャーフー王の座する都サーターラーへの進軍を企て、王に対し直談判に応ずるよう要求した。この交渉の結果、カナージは全艦隊を指揮下におくSarkhel(Admiral)となり、加えてマハーラーシュトラの26の砦・要塞の支配権をも得た。
1720年、カナージはスーラトより中国へ向けて航行中であった交易商カーゲンヴァンの所有するCharlotte号を拿捕した。カーゲンヴァンはその後十年近く囚われたままであった。

### ヨーロッパ人との協同
カナージは選りすぐった船舶を指揮するため、ヨーロッパ人（多くはオランダ人であった）を雇用していた。更にはジャマイカ海賊のジェームス・プランテンを雇い入れ、主砲長として多大な信をおき厚遇した。その他、マヌエル・デ・カストロという人物は、カナージの勢力下にあったカンデリ島の奪取に失敗したとしてイギリスのボンベイ政庁から処罰を受け、寝返ったものと考えられている。

## 本拠地
- 1698年、カナージは最初の拠点をムンバイから約485kmのテシル・デブガード（英語版）に位置するヴィジャイドゥルグ砦（英語版）に置いた[17]。この砦はもとボージャ2世（英語版）が築きマラーター王シヴァージーにより増強されたもので[17]、海岸に位置しており船舶が海から砦内部へ直接乗り入れられるような空洞構造になっていた。
- カナージは指揮の拠点として、アリバグ近隣の防衛拠点化された島々(「コラバ（英語版）」)を利用した。カンデリ（英語版）の他ラーイガル県（英語版）沿岸に近いウンデリ（英語版）、アリバグ（英語版）砦などがこれに当たり、近海より入港してくる全ての商船から通行税を取り立てていた。
- ムンバイ南端の港町アリバグ（英語版）はカナージが建設したものである[18]。当時この町の中心部であった地域は、今日のラームナートに当たる。カナージは独自の通貨としてアリバグルパイヤ(Alibagi rupaiya)と称する銀貨も発行していた。
- 1724年、カナージはマハーラーシュトラのラトナーギリー（英語版）に位置するプールナガド（英語版）に港を築いた[19] 。当地からは鉄砲7丁と砲弾70発分が出土している[19]。この港では小規模な交易も行われていた[19]。

## 進攻

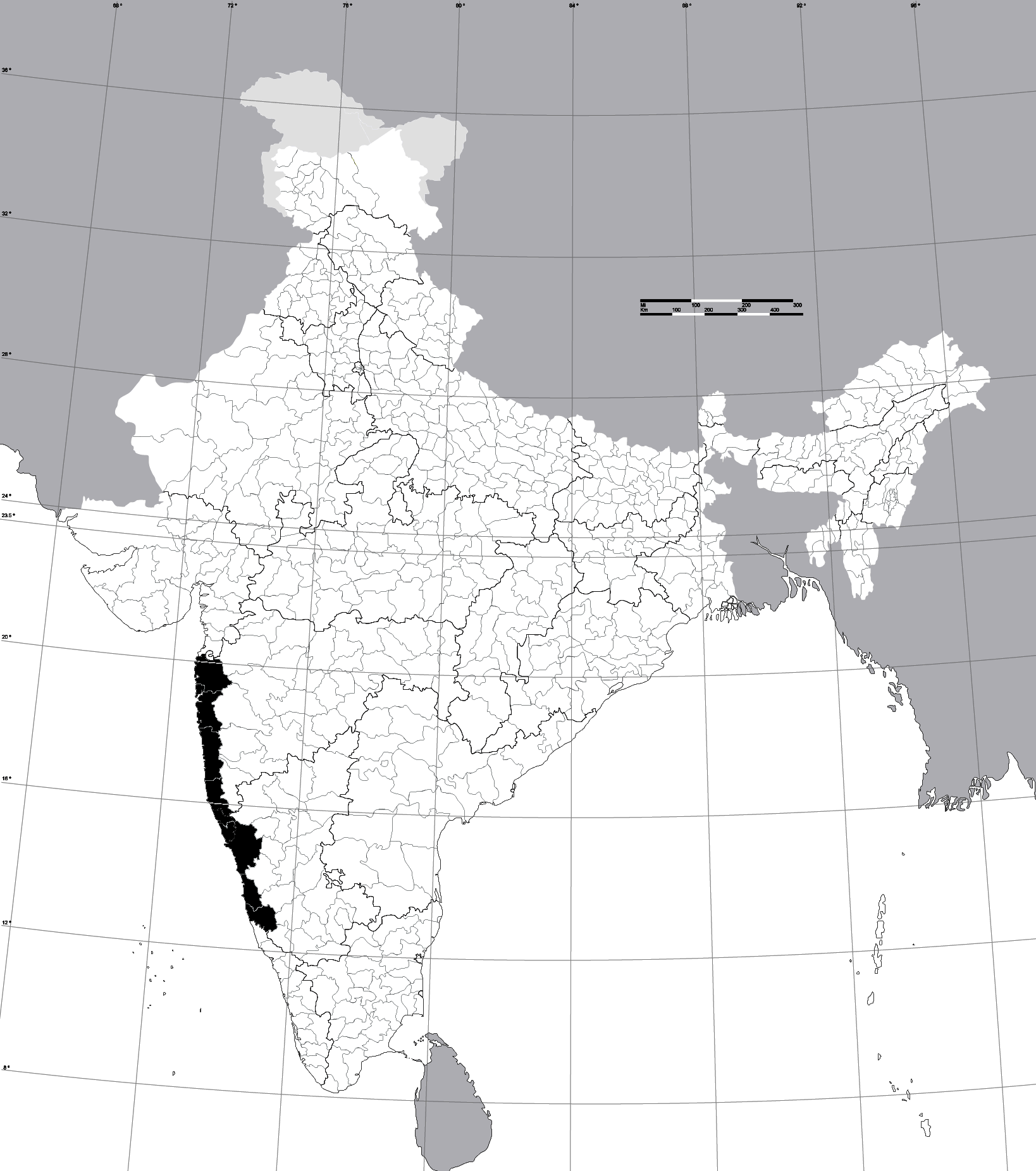
インド・コンカン地域の沿岸部のうち、図で黒塗りされている北寄りの海岸一帯がカナージの支配下にあった

カナージはイギリスやポルトガルなどインド西岸近海に展開する列強海軍への攻勢を強めていった。1712年11月1日、カナージの麾下がイギリスボンベイ長官ウィリアム・エイズラビー所有の武装ヨットAlgerine号を拿捕することに成功した。更にイギリスがカルワルに有していた商館の責任者Thomas Chownを殺害、その妻を捕縛した。船と夫人が解放されたのは翌1713年の12月13日、身代金30,000ルピーが支払われるに至ってようやくのことであった。この時の解放交渉は直近に占領された地域の返還をも伴うものであり、カナージは東インド会社と協同して他勢力と戦わんと企図したものと考えられる。しかし彼は結局、バーラージー・ヴィシュヴァナートと手を組み東インド会社と戦い続けることを選んだ。ゴア近海ではイギリスからボンベイへ航行中の船を拿捕し、東アフリカ人乗船員SomersとGranthamを捕虜としている。1712年には、ポルトガルインド艦隊の30門戦艦を航行不能に追い込み拿捕した。
最終的に、カナージとイギリス東インド会社総督エイズラビーとの間で、今後東インド会社所有の船を襲わないという約定が結ばれた。エイズラビーはその後1715年8月頃に本国へ帰還した。
1715年12月26日、エイズラビーの後任としてチャールズ・ブーンがボンベイの長官に就いた。ブーンはすぐさまカナージの捕縛を計画したが成果を挙げられず、1718年には逆にカナージによってイギリス船籍の船3隻を拿捕される被害を受け、彼を海賊と詰った。
1720年、イギリスは再びカナージ討伐の軍を起こした。しかしこの時浮き砲台の弾が暴発してヴィジャイドゥルグ砦の岩壁を破壊したため砦を経由した上陸が不可能になり、イギリス艦隊はほどなくボンベイへの退却を余儀なくされた。
1721年11月29日、ポルトガル勢力(インド副王のFrancisco José de Sampaio e Castro)と協同したイギリス軍(司令官ロバート・コーワン)がカナージの討伐を試みたが、これも無惨な失敗に終わった。この時の連合艦隊は兵数6,000、当時最大級のヨーロッパ式軍艦が少なくとも4隻投入され、トマス・マシューズが指揮に当たっていた。カナージ側にはMendhaji Bhatkar以下マラーターの艦隊が援護についていたため、ヨーロッパ船を襲撃・掠奪し続けることが出来た。戦後マシューズは本国に帰還し、オーストリア継承戦争の勃発で戦線復帰するまで軍務から外れることになった。1723年にはチャールズ・ブーンも本国へ帰還している。ブーンの離任後、カナージが1729年に没するまで、イギリス勢力とカナージらとの関係は比較的平穏に保たれることとなった。

## 主な戦歴

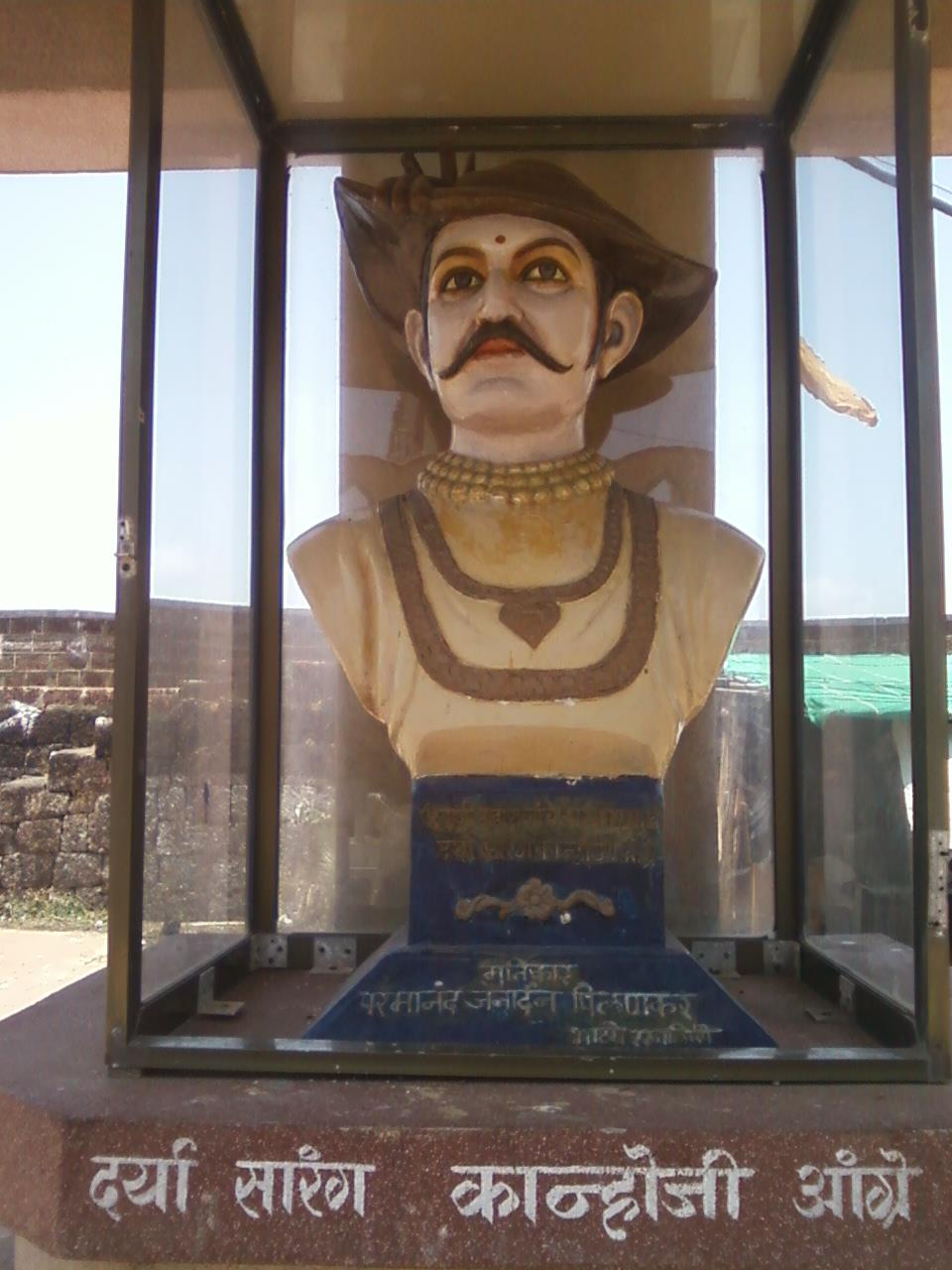
ラトナドゥルグ砦に置かれているカナージの胸像

- 1702年、コチン近海でイギリス人船員6名の乗った小型船を拿捕。
- 1706年、ジャンジーラーの地でシディ族を襲撃し勝利。
- 1710年、ムンバイ近海にてイギリス船Godolphin号との2日間にわたる戦いの末、カンデリ（英語版）島を奪取[12]。
- 1712年、ウィリアム・エイズラビー（英語版）の武装ヨットを拿捕。30,000ルピーという多額の代価を受けてようやくこれを返還した[22]。
- 1713年、イギリス側からカナージに10の砦の支配権が譲られた[13]。
- 1717年、カンデリ（英語版）島に砲撃を行っていたイギリス船Success号をカナージが拿捕。イギリス東インド会社が60,000ルピーを支払うという条件で、カナージは和解協定に合意した。
- 1718年、ムンバイの港を封鎖し、解除と引き換えに金銭を得た。チャールズ・ブーン率いるイギリス軍がヴィジャイドゥルグ砦（英語版）を襲撃したものの、成果なきままムンバイへの退却を余儀なくされた。
- 1720年、イギリス軍が再びヴィジャイドゥルグ砦（英語版）を攻撃したが、これも失敗に終わった。
- 1721年、イギリス艦隊がムンバイへ到着。ポルトガル軍と連合してアリバグ（英語版）を攻撃したが、敗北に終わった。
- 1722年、チャウル近海にて武装ヨット4隻・その他船舶20隻からなるイギリス艦隊を襲撃。
- 1723年、イギリス船Eagle号およびHunter号を襲撃。
- 1724年、マラーター勢力とポルトガルとの間で和解協定が結ばれた。オランダ軍がヴィジャイドゥルグ砦（英語版）を襲撃したものの、敗走した。
- 1725年、カナージとシディ勢力の間で和解協定が結ばれた。
- 1729年、パルガド（英語版）砦を奪取。

## 最期

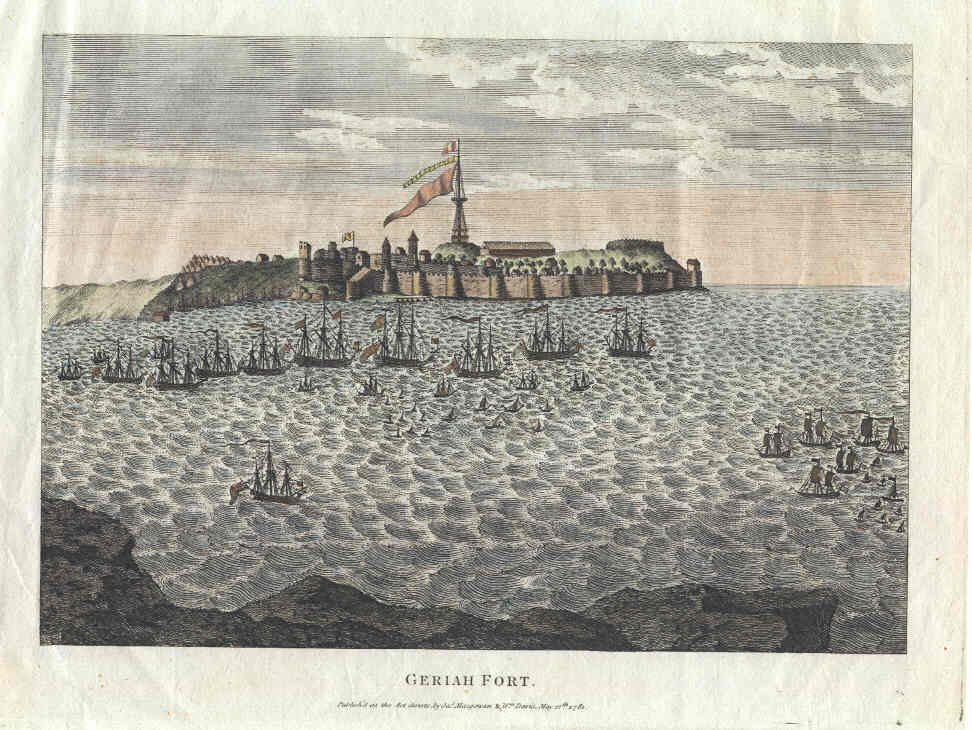
1756年、イギリスとポルトガルの駐インド艦隊が連合してヴィジャイドゥルグ砦を攻撃した

1729年7月4日、カナージは没し、スーラトからコンカン南部までのアラビア海統治権を追贈された。嫡子としてSekhojiとSambhajiの2名が、庶子としてTulaji、 Manaji、Yesaji、Dhondjiの4名があった。三昧場(Samadhi、墓所)はマハーラーシュトラ州アリバグのシヴァージーチョークに設けられた。
カナージの後を継いだ息子Sekhojiは、1733年に没するまでマラーター勢力のため洋上で功を挙げ続けた。しかしSekhojiが亡くなったことで家督争いが起こり、カナージの所領はSambhajiとManajiの2名によって分割された。これに伴いマラーター勢力の海事全体が疎かになっていき、イギリス軍に討滅の好機を与える結果となった。カナージとその子らによるインド西岸支配は、1756年2月、ペーシュワーと連合したイギリス軍がヴィジャイドゥルグ砦を襲撃しTulajiを捕縛したことで終焉を迎えた。

## 印章
カナージが使用していたものとされる印章は3点が見つかっている。1点はチャトラパティ・ラージャーラーム治世時代のもので、他の2点はチャトラパティ・シャーフー治世時代のものである。
3点の印章に彫られた文とその意味は下表の通りである。
|  | 対応するチャトラパティ           | テキスト                                                    | 翻訳                                                                                            |
|  | -------------------------------- | ----------------------------------------------------------- | ----------------------------------------------------------------------------------------------- |
|  | チャトラパティ・ラージャーラーム | ॥श्री॥ राजाराम चरणी सादर तुकोजी सुत कान्होजी आंगरे निरंतर                      | Shri Tukojiの息子カナージ・アングリアは、ラージャーラームの御為いつまでも海事に尽力いたします。 |
|  | チャトラパティ・シャーフー       | ॥श्री॥ राजा शाहू चरणी तत्पर तुकोजी सुत कान्होजी आंगरे सरखेल निरंतर               | Shri Tukojiの息子カナージ・アングリアは、シャーフーの御為に海事をなさんことを切望いたします。   |
|  | チャトラパティ・シャーフー       | ॥श्री॥ श्री शाहू नृपती प्रि त्या तुकोजी तनुजन्म ना कान्होजी सरखे लस्य मुद्रा जय ति सर्वदा | Shri シャーフーの寵愛のもと、Tukojiの息子カナージ・アングリアが印は常に勝利と共にあり。         |

## 後世への影響

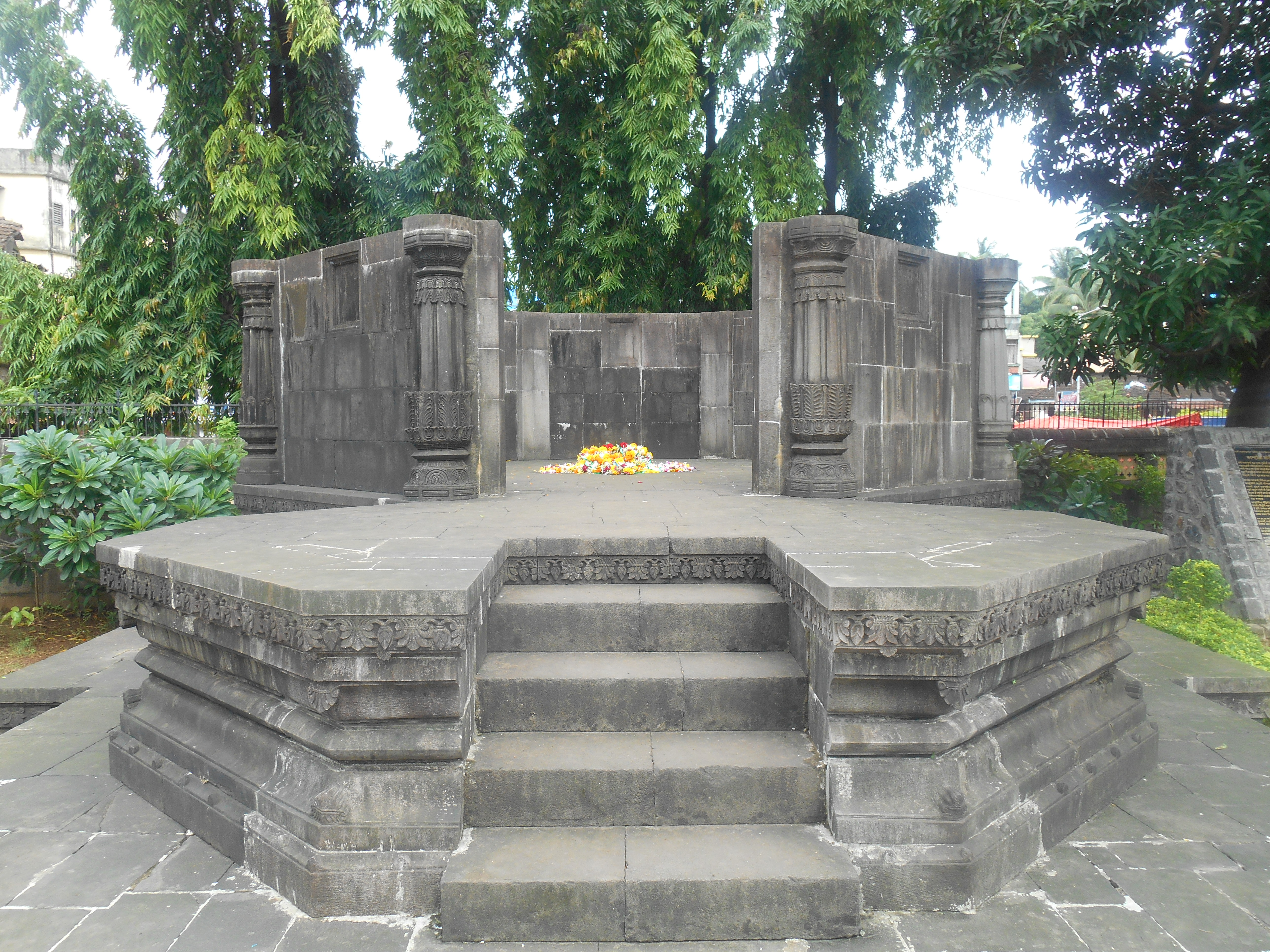
マハーラーシュトラ州アリバグにあるカナージの三昧場(Samadhi、霊廟)。

カナージ・アングリアは、入植者勢力に対し大きな戦を仕掛けかつその威信に大打撃を与え得た人物として、マラーター海軍の将の中でももっとも高名である。カナージは、母国沿海部へと侵入してくる敵軍に対して外洋海軍が果たし得る軍略上の役割が非常に大きい、という事実を示した先駆け的存在と目されている。また一方でカナージはヨーロッパ人探検家を自軍に組み入れることにも成功しており、中にはオランダ人でありながら代将まで昇進した者もあった。カナージの艦隊は最大時で100隻単位の軍船・数千の乗員にまで増強され、当時のイギリス海軍はこの膨れ上がったマラーター海軍勢力に対抗するに十分な海軍力をインド方面に差し向けることができていなかった。
カナージがイギリス勢力の貿易を阻害し続けたこと——同時にカナージはイギリス側から海賊との謗りを受け続けたわけだが——と、スワリーの海戦の顛末により、当地にはささやかながら海軍勢力が作り出され、これが結果的にのちの近代インド海軍の礎となるのである。現在ムンバイのインド海軍造船所にはカナージを顕彰する像が据えられている。海軍ドックを見下ろす位置にあったカナージ建造の砦は失われたが外郭だけは現存しており、内部にはインド海軍の西海軍コマンド本部が置かれ、INS Angre(Indian Naval Station Angre)と名付けられている。
2020年、Rahul Jadhavは、Rahul Bhosale製作のマラーターの伝説的海将カナージ・アングリアを題材としたマラーティー語映画を、Kreative Madaries配給で2022年に公開予定であると発表している。

## 一族勢力の終焉
カナージの子孫達はコラバ一帯を1840年代まで支配し続けていたが、1843年、ついにイギリス東インド会社の勢力下に吸収された。イギリス側ボンベイ長官の公式文書の上では、1843年12月30日のことであると記録されている。

### 宗族史の出版
カナージの子孫Chandrojirao Angreおよび同時代人物ジジャー・バーイー子孫の協力により、1939年にムンバイのアリバグでHistory of the Angresが出版された。

## 後世の顕彰
- アングリア堆（英語版）はマハーラーシュトラ・ヴィジャイドゥルグ（英語版）西の沖合105 kmの海中に位置する環礁地形で、カナージの名を取って命名された[29]。
- インド海軍西海軍コマンド本部は、1951年9月15日にカナージへの敬意を表してINS Angreと命名された[30]。同所には他の主要な海軍事務所も置かれている[30]。また昔時ボンベイ城（英語版）で作られたカナージの像が、ムンバイ南部にある海軍造船所内の飛地に置かれている。
- 1999年4月、インディア・ポスト（英語版）が発行した1ルピー切手には、カナージ艦隊のグラブ船を描いた1700年代の絵画が用いられている[31]。
- カンデリ（英語版）島にあるムンバイ港の南側の境界線を示すための古灯台は、近年カナージ・アングリア灯台と改名されている。
- Rashtriya Chemicals & Fertilizers社が大規模開発を行ったアリバグ（英語版）の宅地造成地域に、「Sarkhel Kanhoji Angre Nagar」の名が付けられた。
- 1995年、マルバニ族（英語版）がムンバイのParelで開いたJatrotsav festivalにおいて、大型水槽(70' x 30')と軍船のラジコン模型を用いてカナージとチャールズ・ブーン率いるイギリス艦隊の戦闘を再現する催しが行われた。ラジコン船はチーク材で作成され高トルクモーターを動力源とするもので、制作者はVivek S.KambliとVishesh S. Kambliである。また、マラーター海軍の沿革を描いた3D映像も作成された。この催事は10日間にわたって行われ、数千のムンバイ市民が観覧した。
- マハーラーシュトラ州ラトナーギリー（英語版）の全天候型港は、2012年4月24日、カナージの9代子孫にあたる人物により「Angre port」と命名された[32]。

## 関連書籍
- Colonel John, Biddulph (1907). The Pirates of Malibar and an Englishwoman in India (Reprinted 2005 ed.). London: Smith, Elder & Co.. ISBN 9781846377280
- Rajaram Narayan, Saletore (1978). Indian Pirates: From the Earliest Times to the Present Day. Delhi: Concept Publishing Company
- Malgonkar, Manohar The Sea Hawk: Life and Battles of Kanhoji Angrey, Orient Paperbacks, c. 1984
- Risso, Patricia. Cross-Cultural Perceptions of Piracy: Maritime Violence in the Western Indian Ocean and Persian Gulf Region during a Long Eighteenth Century, Journal of World History（英語版） - Volume 12, Number 2, Fall 2001, University of Hawai'i Press
- Ketkar, Dr. D.R. Sarkhel Kanhoji Angre... Maratha Armar, Mrunmayi Rugvedi Prakashan, 1997.